# Bulbophyllum variabile
Bulbophyllum variabile är en orkidéart som beskrevs av Henry Nicholas Ridley. Bulbophyllum variabile ingår i släktet Bulbophyllum och familjen orkidéer. Inga underarter finns listade i Catalogue of Life.